# Leupoldsgrün

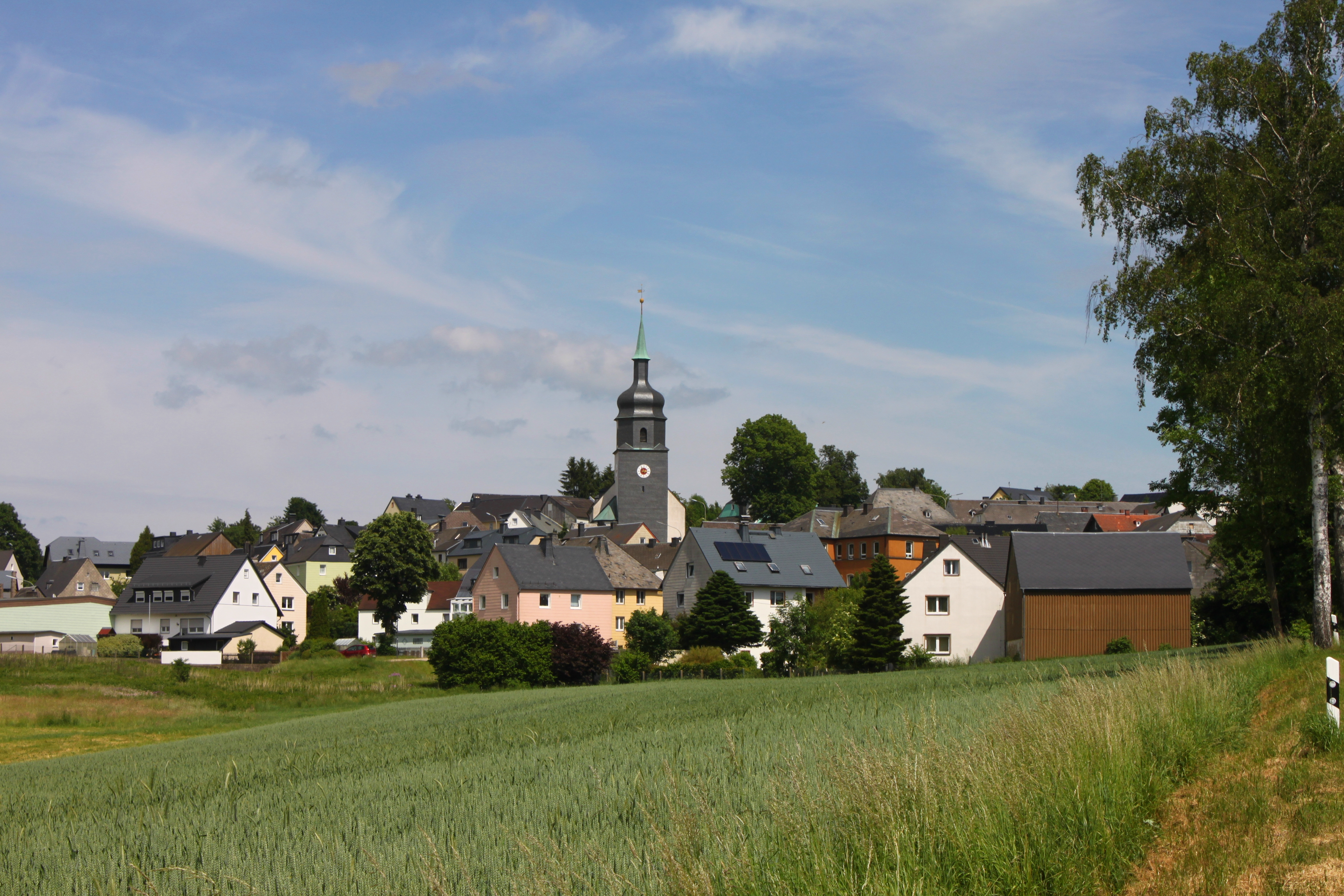
Leupoldsgrün from West

Leupoldsgrün – miejscowość i gmina w południowo-wschodnich Niemczech, w kraju związkowym Bawaria, w rejencji Górna Frankonia, w regionie Oberfranken-Ost, w powiecie Hof, wchodzi w skład wspólnoty administracyjnej Schauenstein. Leży pomiędzy Lasem Frankońskim a Smreczanami, przy autostradzie A9 i drodze B15.
Gmina położona jest 8 km na zachód od Hof i 40 km na północ od Bayreuth.

## Dzielnice
W skład gminy wchodzą następujące dzielnice: 
- Hartungs
- Hohenbuch
- Leupoldsgrün
- Lipperts
- Neumühl
- Röhrsteig